# Едуард Гертнер
Йоганн Філіпп Едуард Гертнер (також Гартнер, нім. Johann Philipp Eduard Gärtner; 2 липня 1801, Берлін — 22 лютого 1877, Райнсберг, провінція Бранденбург) — берлінський художник періоду бідермаєру. Цінується за точні і водночас мальовничі міські види другої чверті XIX сторіччя, незадовго до настання епохи фотографії.

## Біографія

### Юність і навчання

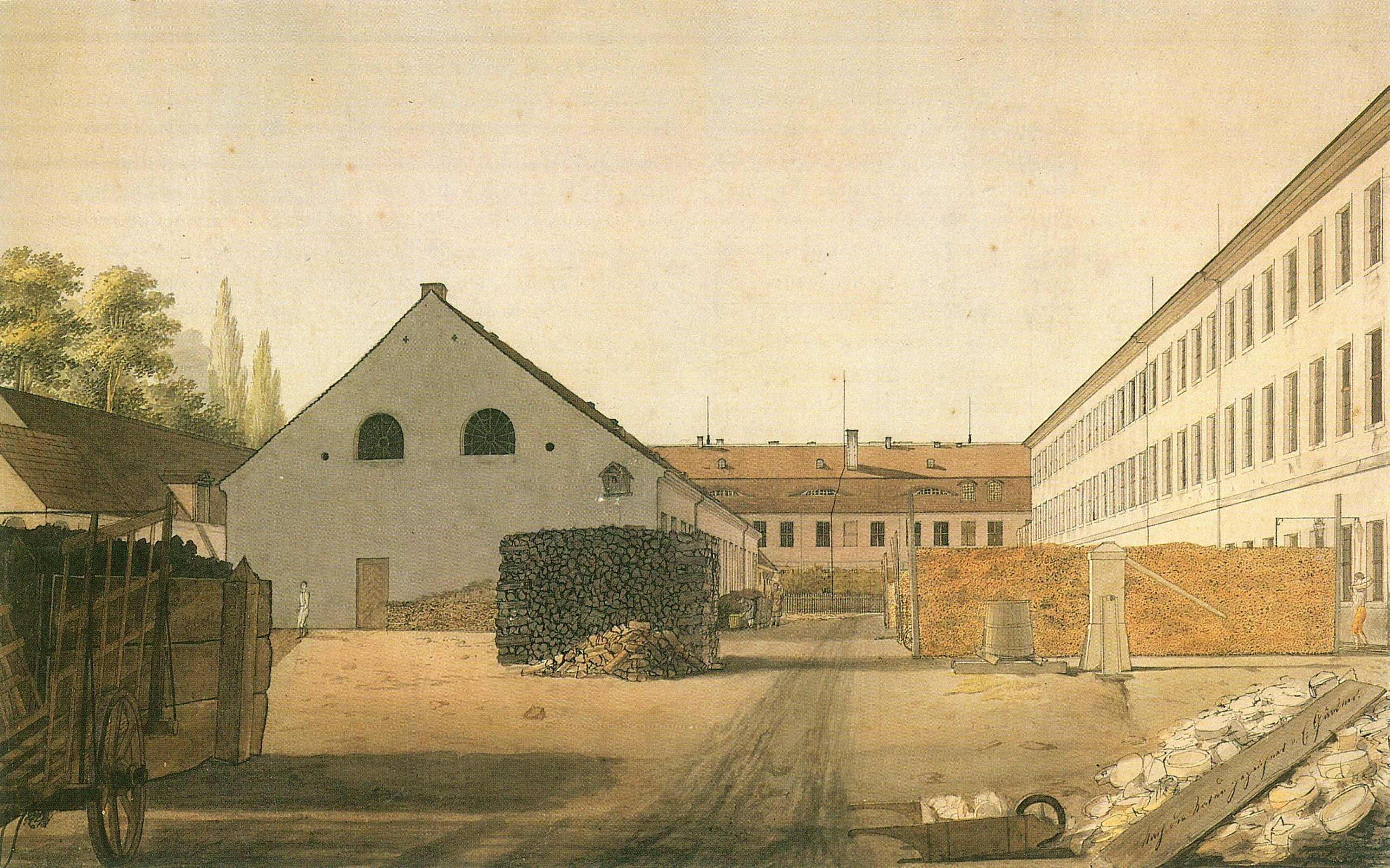
Двір Королівської порцелянової мануфактури в Берліні. 1818

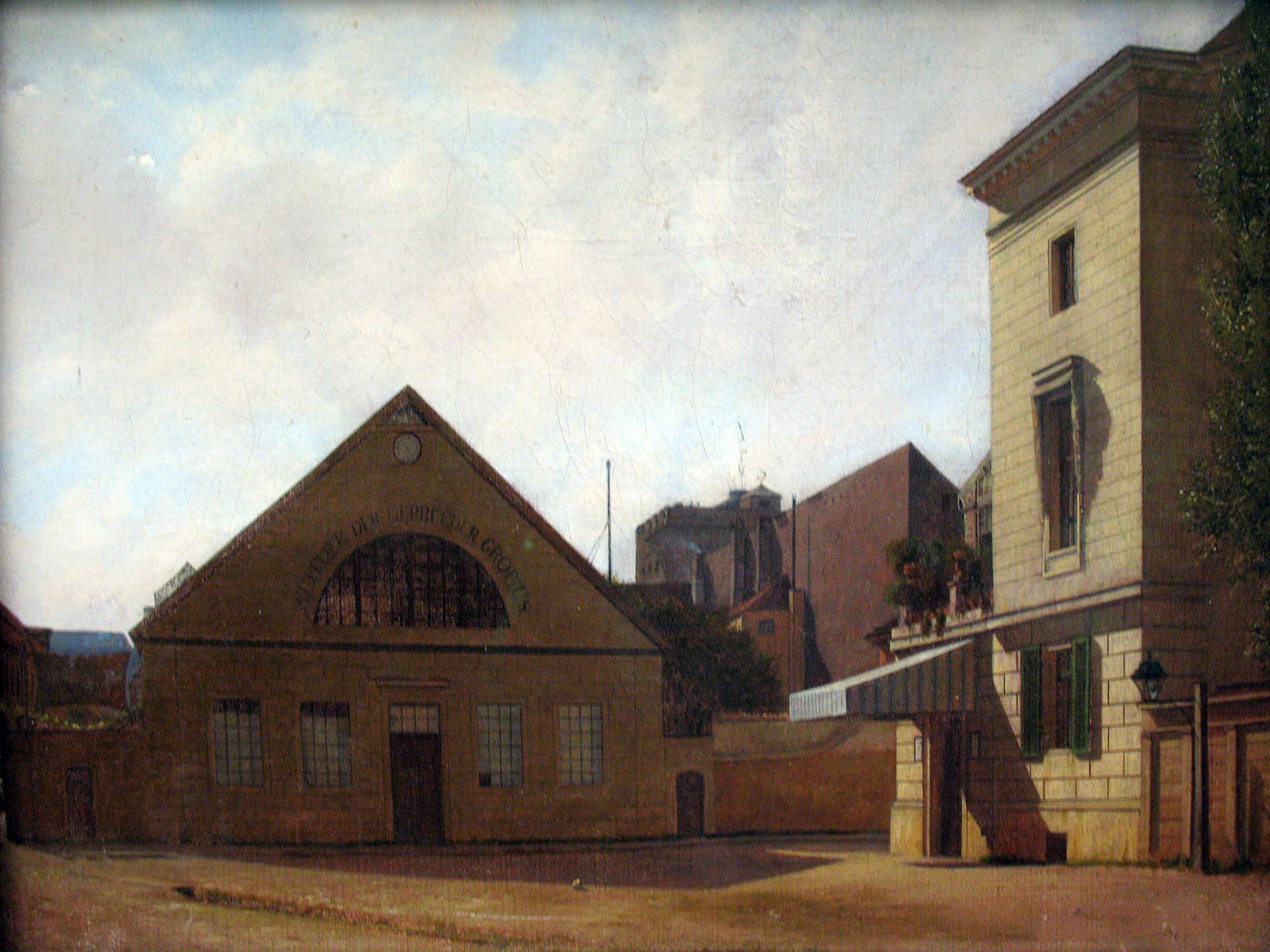
Ательє братів Гропіус, 1830

Едуард Гертнер народився в 1801 році в Берліні. У 1806 році він переїжджає з матір'ю, вишивальницею по золоту, в Кассель. Там він в десятирічному віці отримує перший урок малювання. У 1813 році вони обидва переїжджають назад в Берлін. Через рік Гертнер починає шестирічне навчання на Королівській порцеляновій мануфактурі. Сам художник згодом був незадоволений методами навчання на мануфактурі.
Під час навчання Гертнер відвідував клас малювання в Академії мистецтв. Після навчання на мануфактурі Гертнер став художником по фарфору. 1821 року він вступив на посаду художника по декораціях в ательє художника королівських палацових театрів Карла Вільгельма Гропіуса, у якого він пропрацював до 1825 року. За роботою над сценічними декораціями, почасти за ескізами Карла Фрідріха Шинкеля, він продовжив своє навчання архітектурному живопису, який стала його основним жанром. У ці роки він вже брав участь на виставках в Академії мистецтв (в них він постійно брав участь до 1872 року), отримав перші замовлення і зміг продати першу картину королю Фрідріху-Вільгельму III. Покращення фінансового становища дало йому можливість виїхати на три роки в Париж. Це було не остання його подорож, але дуже важлива для його розвитку, як художника. Можливо, він багато чому навчився від англійських акварелістів, як наприклад Джона Констебла, які відкрили для себе в цей час все ще середньовічні міські види Парижа. Картини Гертнера стали більш відточеними, він навчився користуватися світлом і повітряною перспективою. Тоді ж він остаточно вирішив, що його основною темою стануть міські пейзажі

### Розвиток і визнання

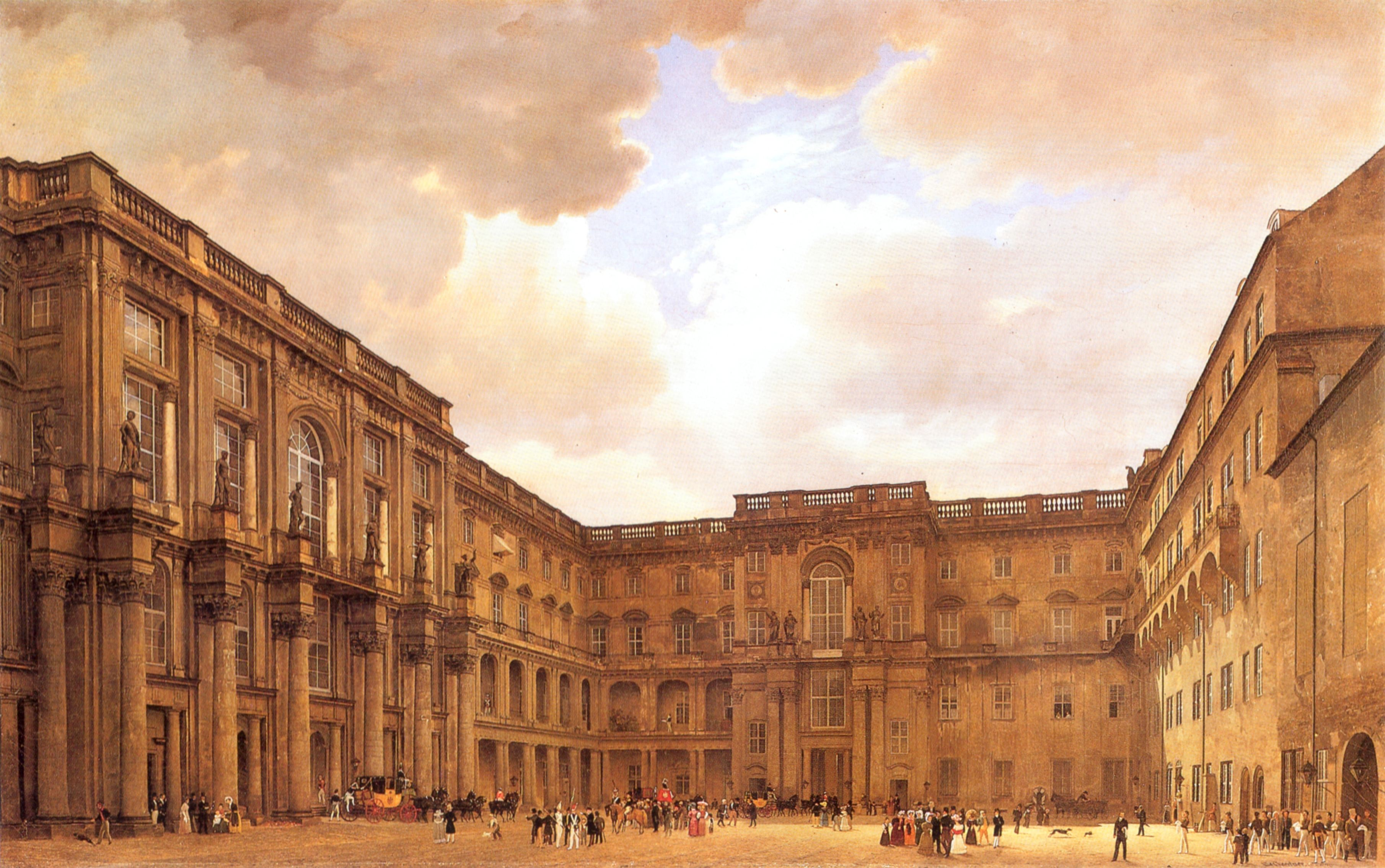
Двір Шлютера в Берлінському палаці, 1830

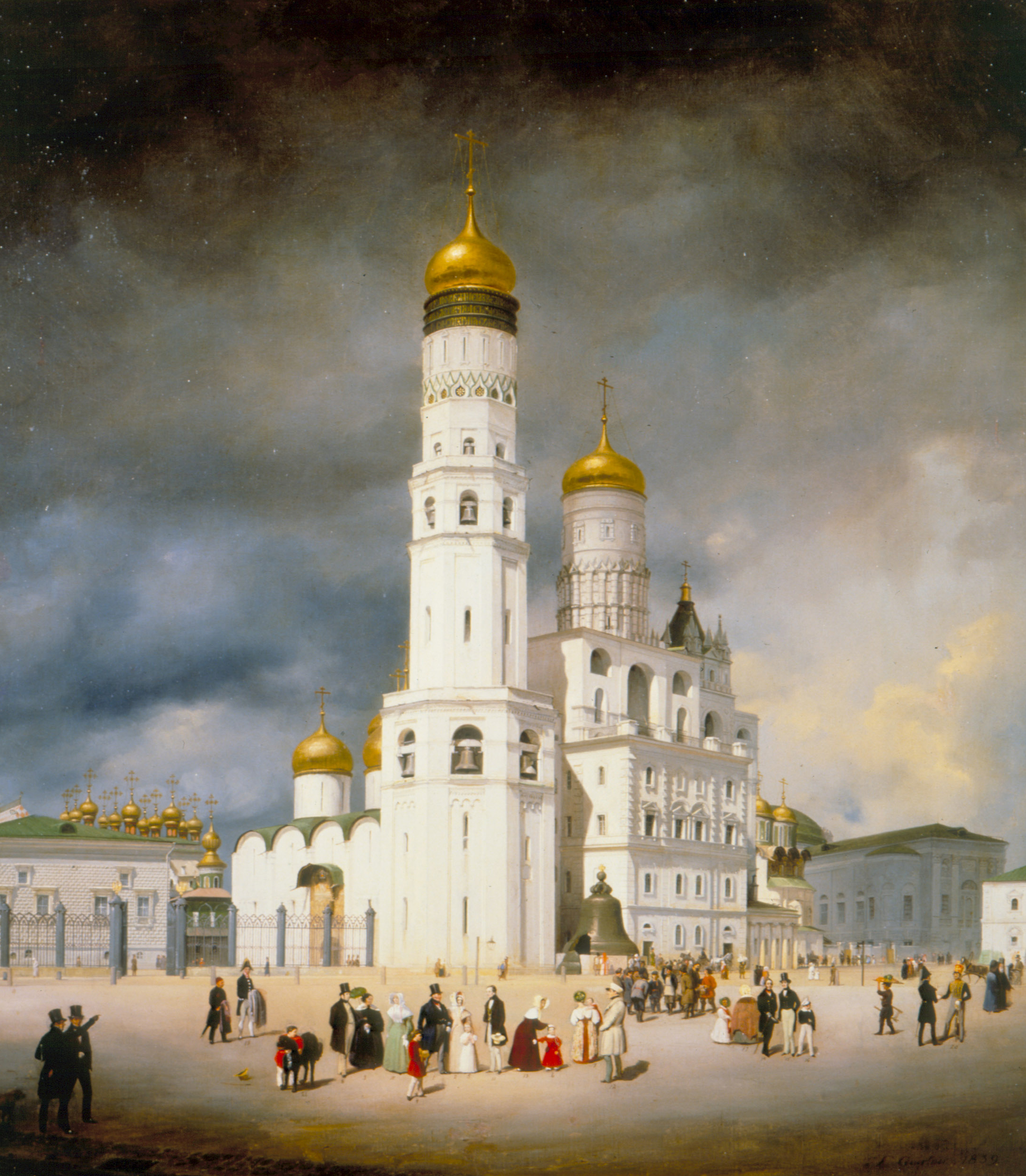
Іванівська площа в Московському кремлі, 1839

Після повернення з Парижа Гертнер в 1828 році оселився в Берліні та почав працювати як вільний художник. Він одружився в 1829 році. Зі своєю дружиною Генрієттою у нього було 12 дітей, один з семи синів помер незабаром після народження. У наступну декаду ним були створені численні види королівської резиденції, яка якраз в цей час трансформувалася під впливом архітектури Шинкеля. Одночасно для королівських замовників він писав види палацових резиденцій Бельвю, Шарлоттенбург, Глінік і Потсдам. Картини добре продавалися. Король, наприклад, купив кілька видів міського палацу. Художник швидко здобув суспільне визнання. У 1833 році Гертнера приймають в дійсні члени Академії мистецтв, як перспективного живописця. Через рік він почав свою найвідомішу роботу, панораму Берліна з шести частин. Незадовго до цього Шинкель закінчив будівництво церкви в Фрідріхсвердері. Її плоский дах став улюбленим місцем для прогулянок городян — з даху можна було оглянути всі найцікавіші будови міста. Тут Гертнер робив свою панораму, яку незабаром також викупив король. Другу версію панорами Гертнер передав російській імператриці Олександрі Федорівні, дружині Миколи I і доньці Фрідріха-Вільгельма III під час однієї зі своїх поїздок в Петербург і Москву в 1838 — 1839 роках. Під час цих подорожей він написав кілька видів обох міст.

### Криза і новий напрямок творчості
У 1840 помер Фрідріх-Вільгельм III, який тривалий час фінансував Гертнера та купив у нього 21 картину. Його син Фрідріх-Вільгельм IV різко поміняв політичний і культурний клімат в країні. Надавав перевагу давньогрецькому та італійському мистецтву. Крім того йому подобалася німецька національна романтика, орієнтована на середньовіччя. Він також купив деякі картини Гертнера, але скоро стало ясно, що художник втратив свого найважливішого клієнта. Незабаром він потрапив у складну фінансову ситуацію. У пошуку нових теренів Гертнер познайомився з активістами тоді ще нового руху — захисту архітектурної спадщини. Як передумова для захисту та реставрації зруйнованих прусських пам'ятників архітектури була запланована каталогізація цих будівель. Для цього під час довгих поїздок селами та містами провінцій Пруссії художник виготовив ряд акварелей. Одночасно в цей час були написані картини, які також містили архітектурні мотиви, проте головним чином описували ландшафти і природу країни. Ці картини призначалися для продажу в Берліні — в слаборозвиненій сільській місцевості не було достатньо багатою клієнтури. Виняток становив місто Торунь на Віслі. Під час поїздок туди він познайомився з багатими городянами, які потім стали його багаторічними замовниками. Не всі його картини мали успіх, багато залишилися непродані.

### Смерть і спадщина
З настанням другої половини XIX сторіччя і розвитком конкуренції з боку фотографії, Гертнер став поступово втрачати популярність. У 1870 році він з дружиною покинув неспокійний Берлін і оселився в селі Флек-Цехлін (зараз це район Райнсберга). Там він помер 22 лютого 1877 року. Його дружина подала прохання в Академію мистецтв на річну пенсію в розмірі 150 марок, але отримала відмову.
Едуард Гертнер на деякий час зник з історії мистецтва. Тільки під час «Німецької виставки сторіччя» 1906 року його роботи були знову показані. За значущістю його стали порівнювати з італійцем Каналетто. Невеликі виставки проходили в 1968 і 1977 роках, великий показ його творів був проведений до 200-річчя від дня народження в 2001 році та відбувався в Палаці Ефраїма в Берліні.

## Творчість
Едуард Гертнер працював з точністю архітектора. Як технічний допоміжний засіб для підготовки полотна він швидше за все використовував камеру-обскуру. Це можна досить сміливо стверджувати, хоча сам художник цього в своїх щоденниках не згадував. Однак там постійно повторюються такі формулювання, як «малювальна машина» і «апарат», які вказують на це обладнання. Крім того, існують безліч малюнків будівель, виконані на кальці. У колекції Гертнера знаходяться безліч ранніх фотографій з видами Берліна. Він швидше за все цікавився розвитком нової техніки, але не використав фотографії для своєї роботи.

### Панорама Берліна
Панорама Берліна вважається найбільшим досягненням Гертнера. У ній він використовував дуже поширений в XIX сторіччі спосіб розваги і повчання публіки. Панорами висотою до 14 метрів і окружністю до 120 метрів приблизно з 1790 року показували у великих містах Європи ландшафти, історичні події і види міст. Крім того існували невеликі панорами, на які дивилися через збільшувальні лінзи. Гертнер вибрав свою форму панорами. Він, вочевидь, з самого початку сподівався, що король купить твір і зробив панораму в формі кількох картин, які легко можна буде повісити в приміщенні. 360 ° панорами він розділив на два триптиха, два крила яких були розташовані під кутом в 45 ° до середньої частини. Таким чином створювалася переконлива перспектива. Гертнер зробив точний опис міського ландшафту Берліна і одночасно показав на картині кілька живих жанрових сцен. Світло денного літнього сонця визначає теплий колір картини, косе падіння підкреслює пластичність споруд. Видніють чоловіки, жінки і діти в різних повсякденних ситуаціях, крім того картину населяють безліч тварин. Місцезнаходження художника включено в композицію і утворює передній план. Цим принципом часто користуються творці панорам, щоб підкреслити просторову глибину. Тут Гертнер малює себе, свою дружину і двох своїх дітей. На картині видніють знамениті сучасники: Шинкель, Бейт, Олександр фон Гумбольдт. Фрідріх-Вільгельм III «виявив особливо милостиво своє задоволення» першими трьома картинами — готова панорама була в 1836 році встановлена у палаці Шарлоттенбург. Панорама зробила художника знаменитим і принесла йому в майбутньому велику кількість нових замовлень. 

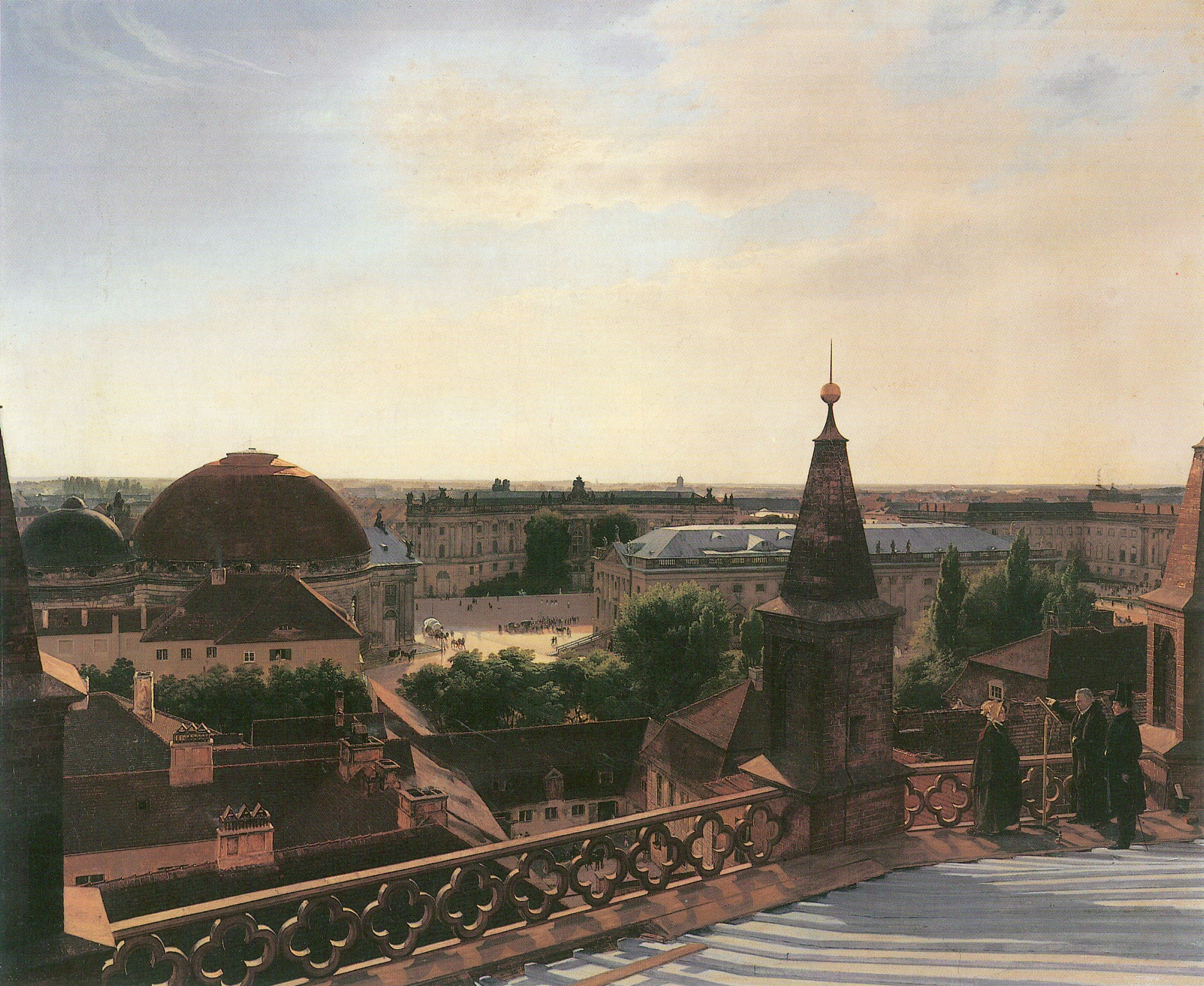
Панорама Берліна з даху Фрідріхсвердерської церкви (1), 1834
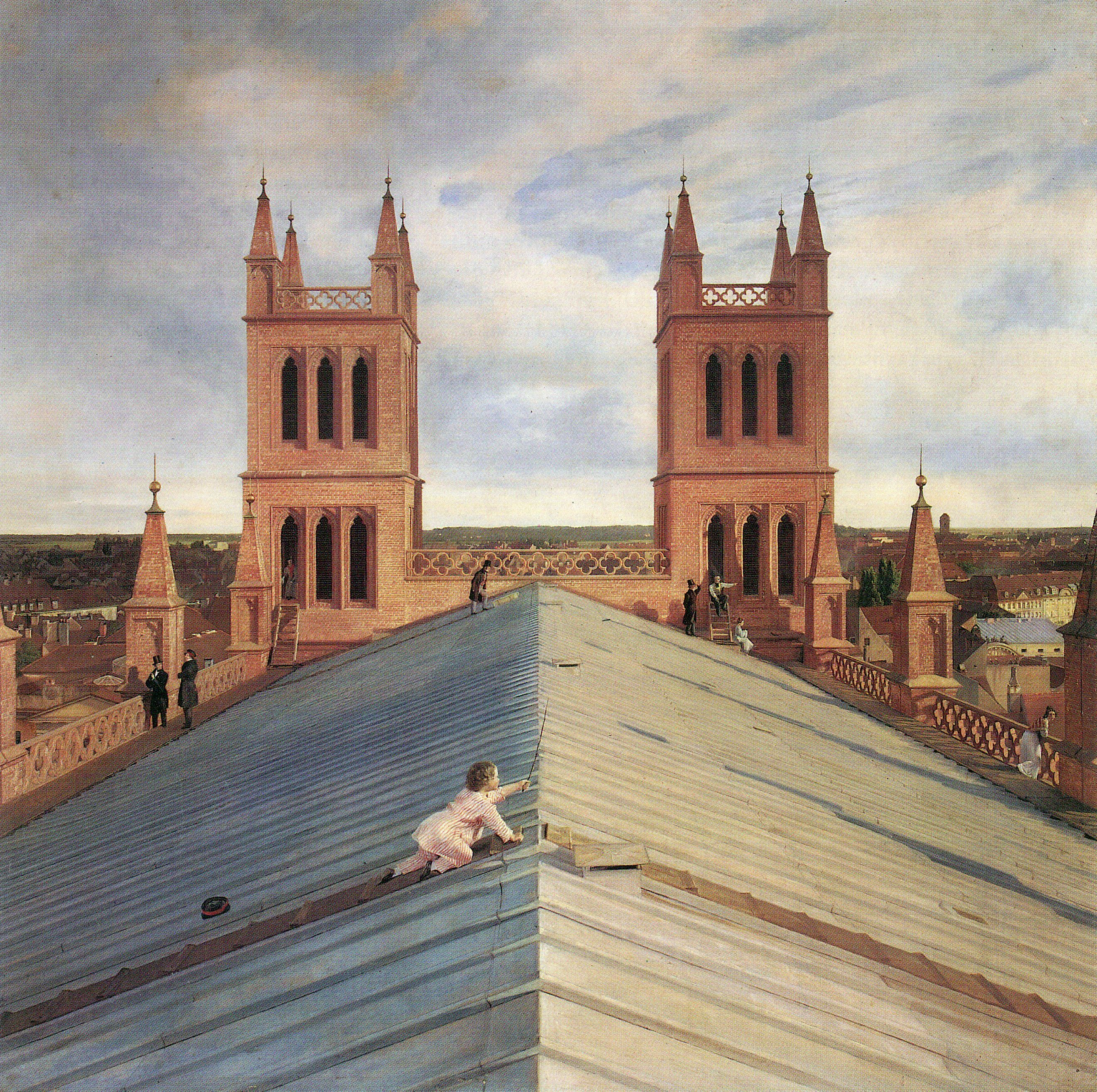
Панорама Берліна з даху Фрідріхсвердерської церкви (2), 1834
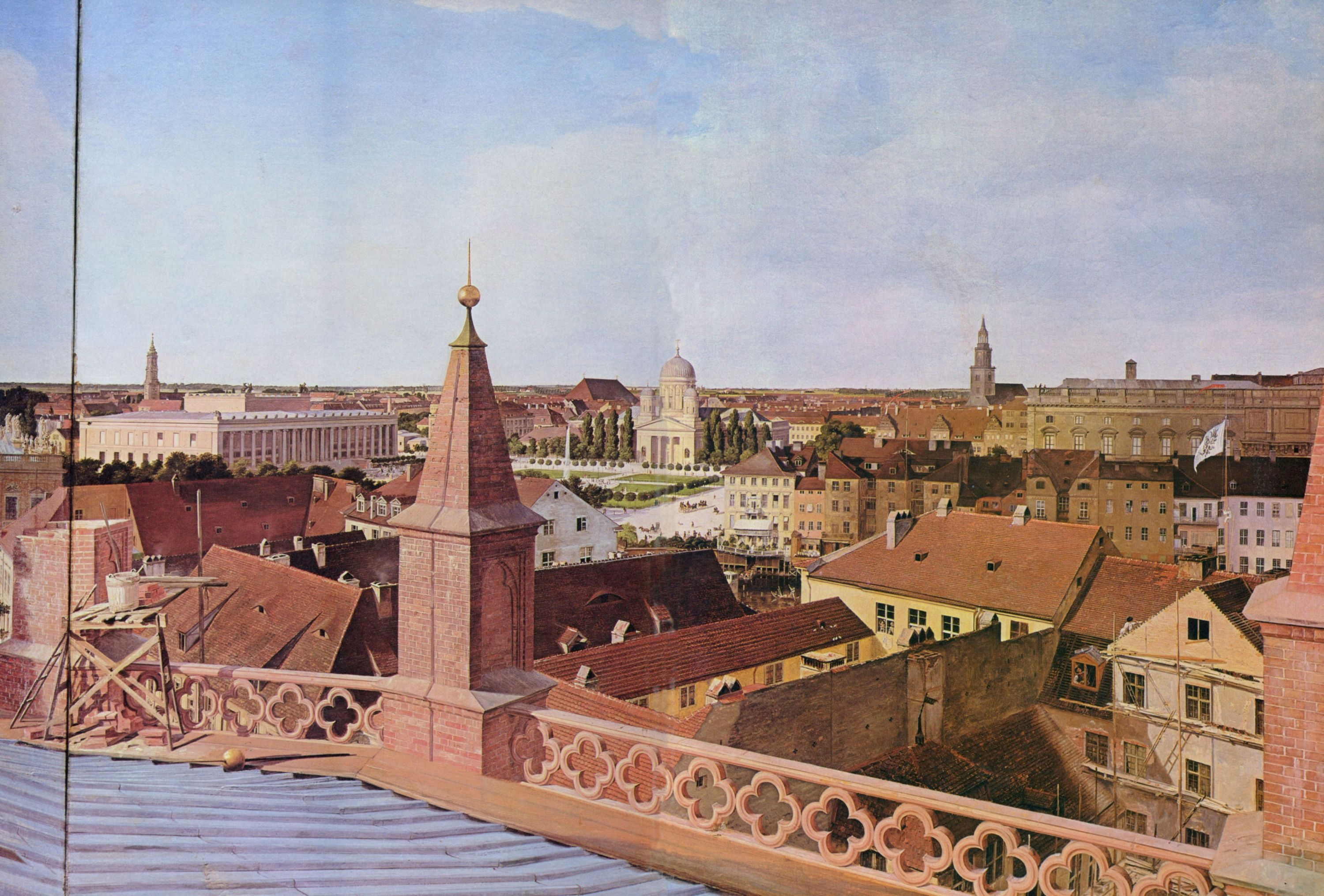
Панорама Берліна з даху Фрідріхсвердерської церкви (3), 1834

### Зміна стилю
Незабаром після смерті Фрідріха-Вільгельма III в 1840 році змінюється стиль живопису Гертнера. Він підпадає під вплив особистого смаку нового короля. Загальний розвиток переходить від класичної ясності до швидше романтичного погляду на природу та історію, до ідеалізації. На картинах Гертнера з'являються ландшафти з драматичними видами хмар, в яких архітектурі залишається тільки підлегло-декоративна роль. Гертнер опановує романтичним репертуаром: прямовисні скелі, великі дерева (перевага віддається споконвічно німецькому дубу), руїни на будь-який смак, цигани. Художня цінність цих картин теж досить висока, але вони отримали набагато менше визнання, ніж міські види минулих років. Таким чином Едуард Гертнер залишається в пам'яті перш за все як архітектурний живописець, який спостерігав і запам'ятав місто Берлін в один з найважливіших відрізків його історії.

## Галерея

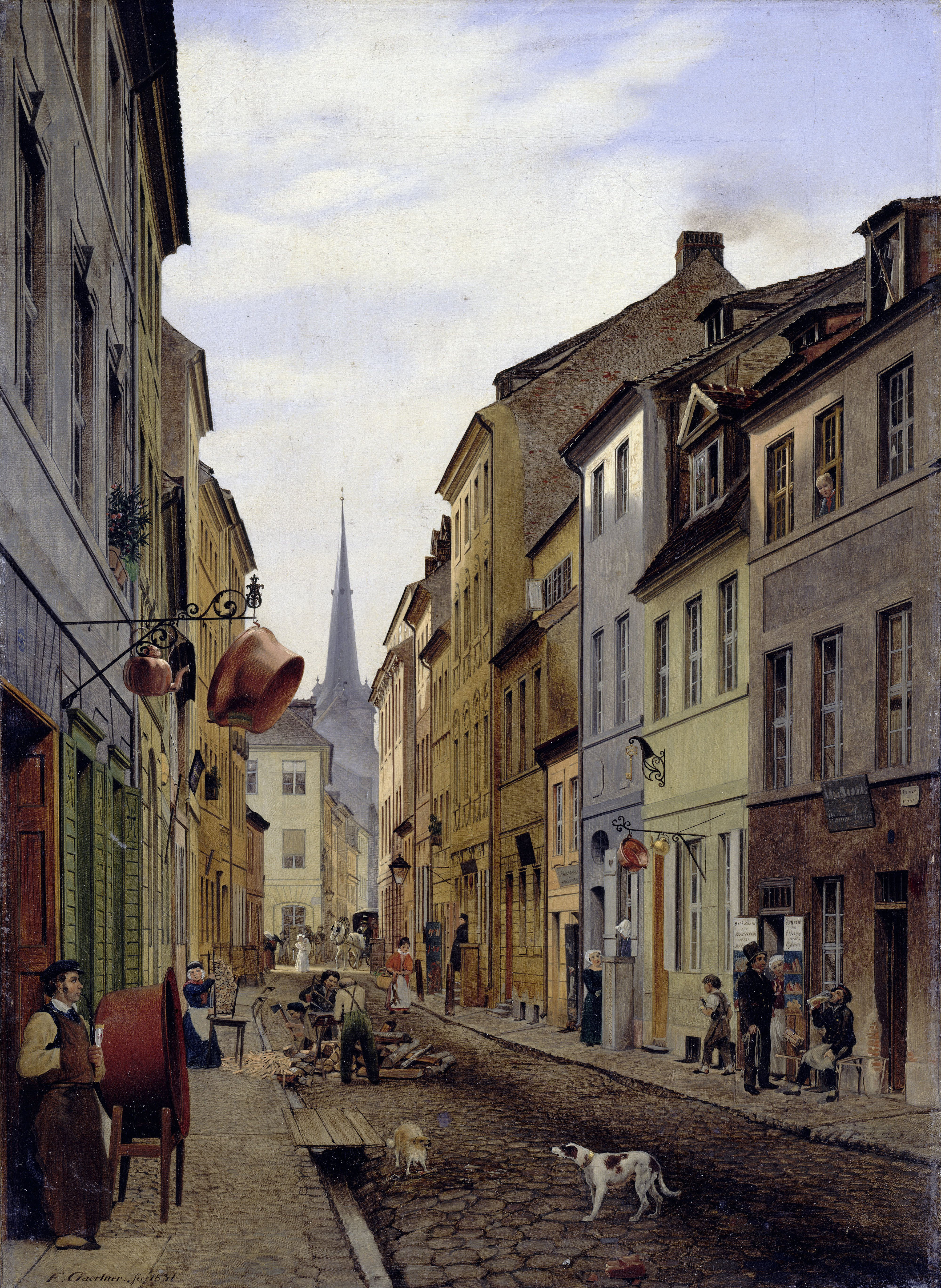
Парохіальштрассе в Берліні, 1831
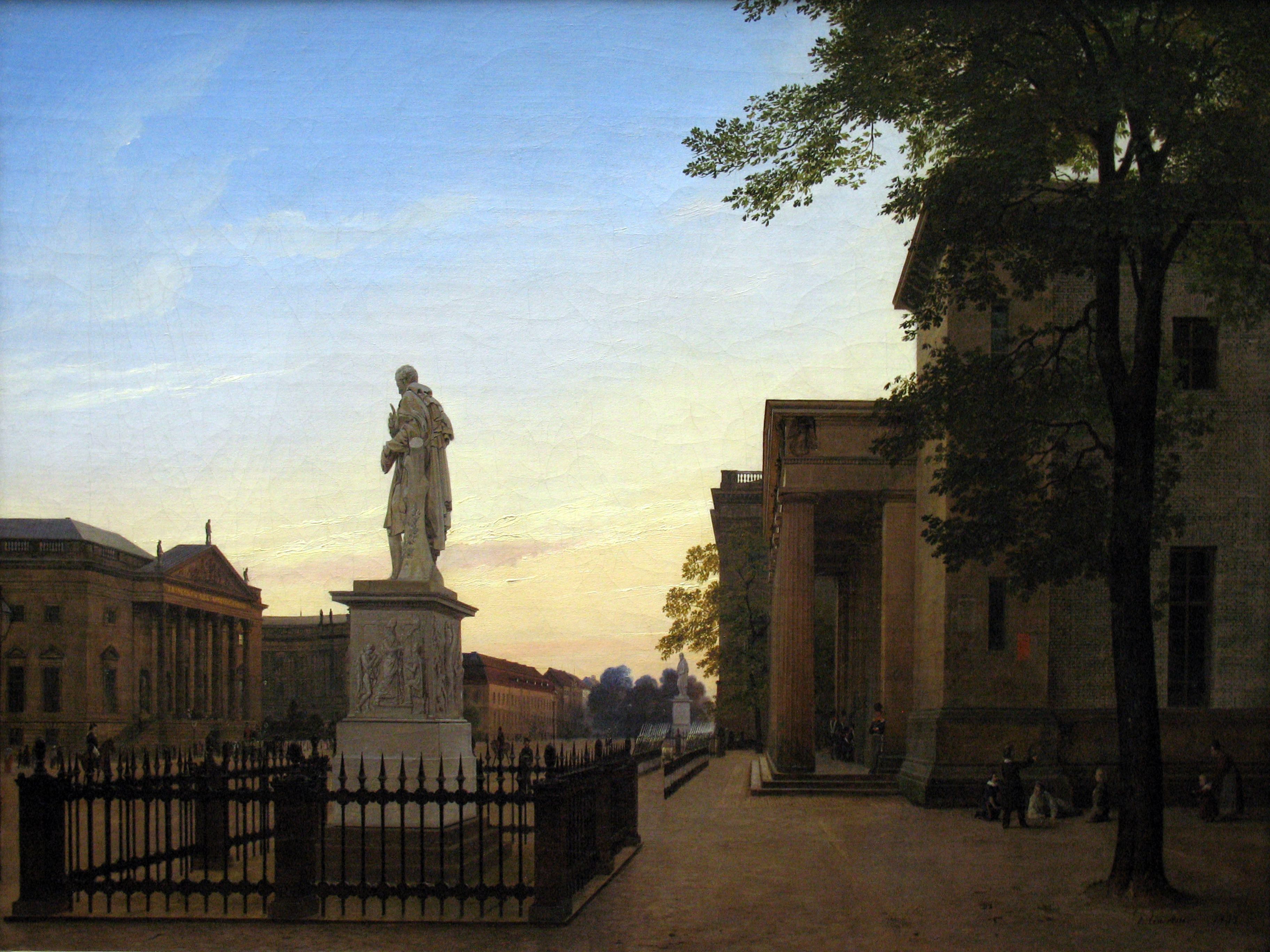
Ноє-Вахе в Берліні, 1833
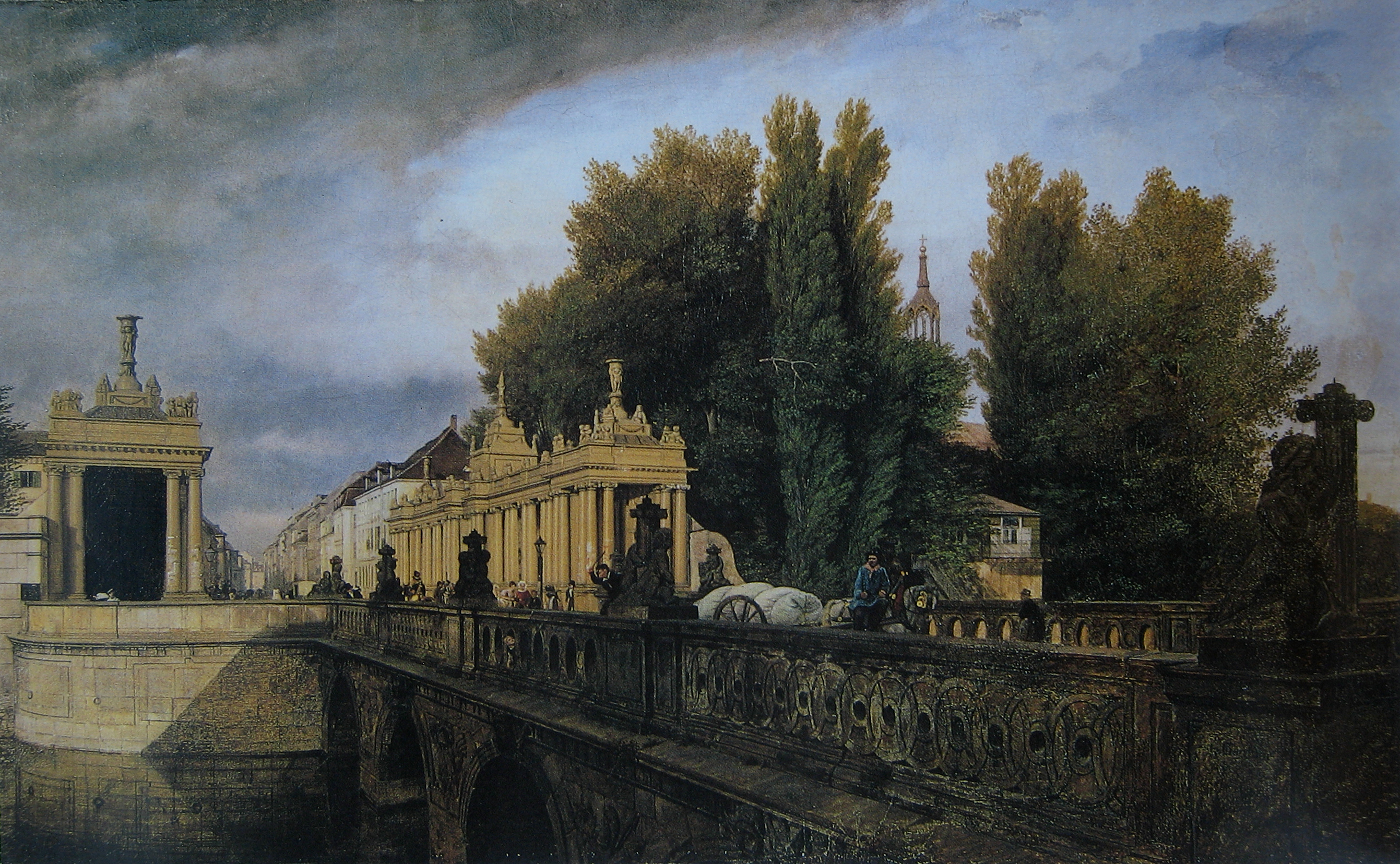
Королівська вулиця та Королівський міст в Берліні, 1835
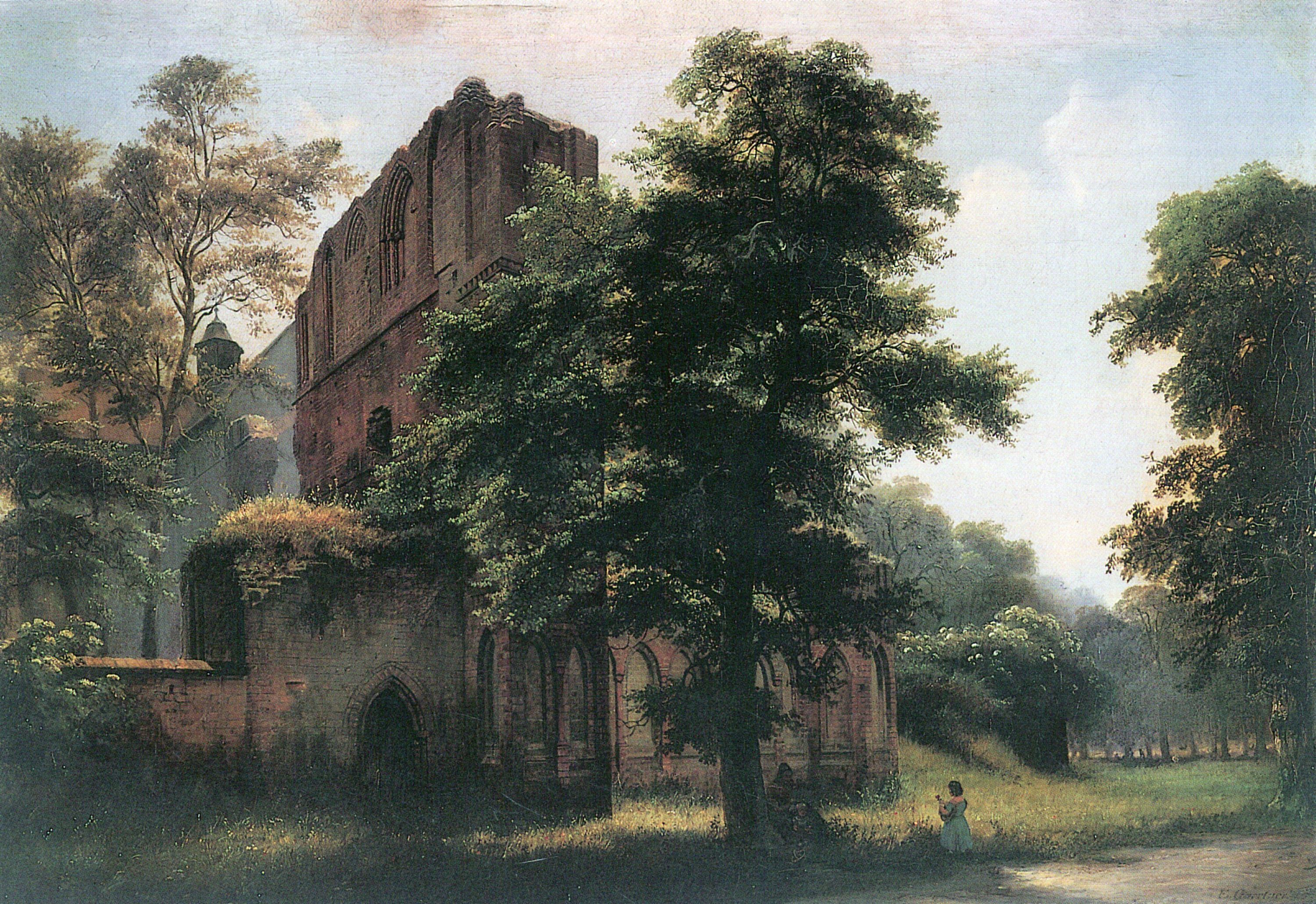
Руїни монастиря Ленін, 1858
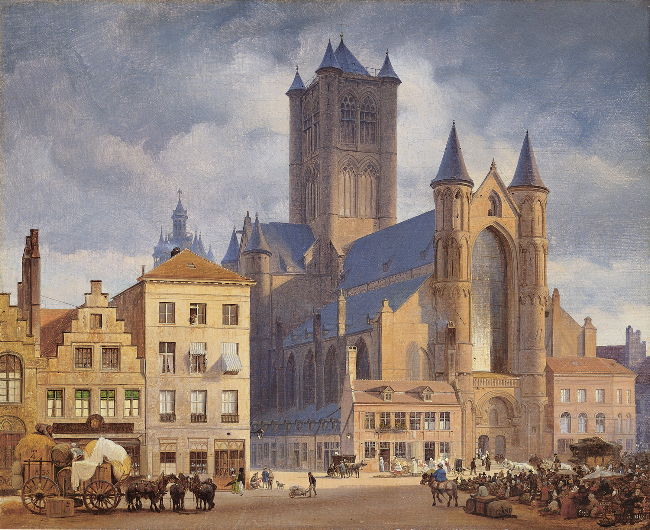
Ринок з собором святого Миколая в Генті
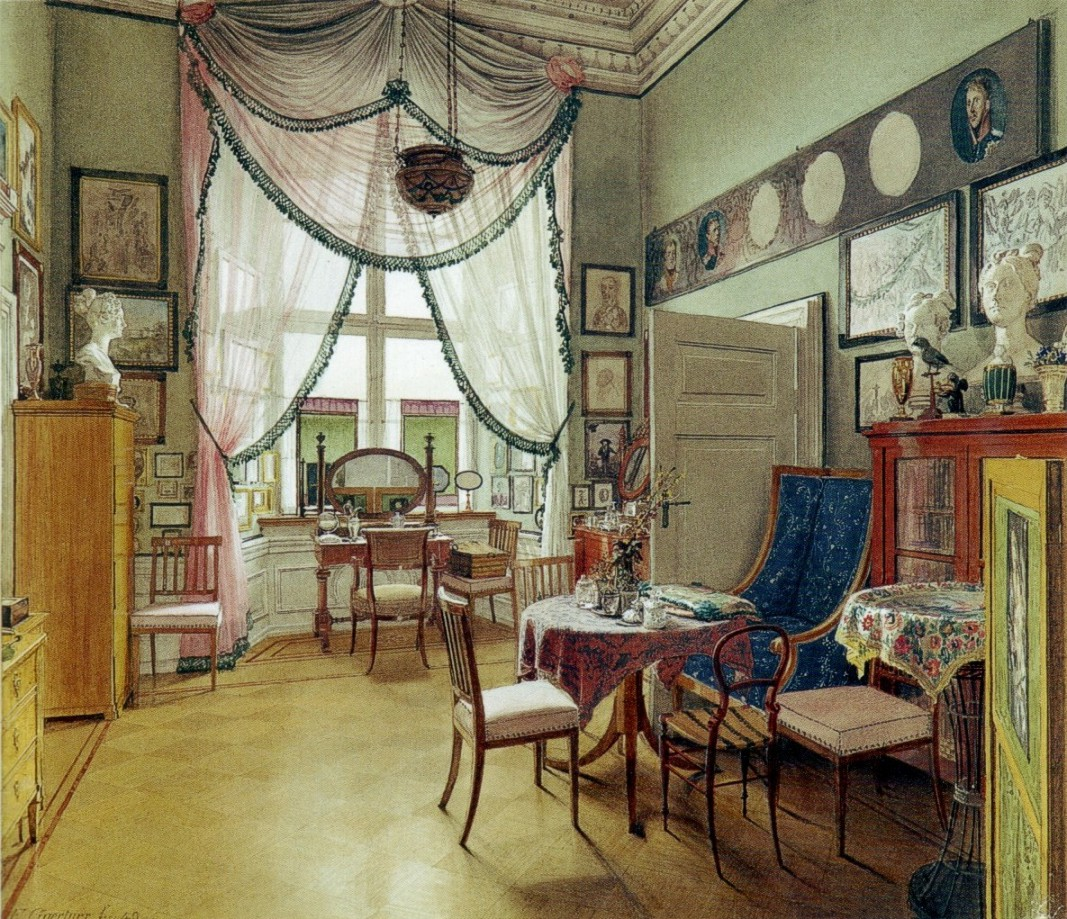
Кімната, 1849